# Carman Lee
Carman Lee Yeuk-tung (Chino: 李若彤; nacida el 16 de agosto de 1966) es una actriz hongkonesa que ha trabajado en varias películas como The Wicked City (1992), Loving You (1995), The Odd One dies (1997) y en los Estados Unidos, en la película Knock Off (1998), junto al actor de origen belga, Jean-Claude Van Damme. Ella también es conocida por interpretar a su personaje principal de Xiaolongnü, en una serie de televisión a la adaptación de la novela de Wuxia Louis Cha, titulada "The Return of the Condor Heroes".

## Biografía
Lee procede de una familia de diez hijos, es la séptima de su familia. Para ayudar a sus padres, ella y sus hermanos vendían artesanías. Además Lee era conocida por ser la única en poseer una mirada diferente desde su infancia y con un rostro de rasgos euroasiático, corrieron además rumores de que ella no era hija biológica de su familia. 
Lee una vez trabajó como azafata, antes de ingresar a la industria del entretenimiento.

## Filmografía
| Año  | Título en inglés                  | Título en chino     | Personaje                          | Notas    |
| ---- | --------------------------------- | ------------------- | ---------------------------------- | -------- |
| 1994 | ICAC Investigators 1994           | 廉政行動1994        | Mabel                              | invitada |
| 1995 | The Condor Heroes 95              | 神鵰俠侶            | Siu-lung-noi                       |          |
| 1997 | Demi-Gods and Semi-Devils         | 天龍八部            | Wong Yu-yin / Madre de Wong Yu-yin |          |
| 2000 | Home                              | 緣來一家人          |                                    |          |
| 2000 | Qiren Qi An                       | 奇人奇案            |                                    |          |
| 2001 | Legendary Fighter: Yang's Heroine | 楊門女將—女兒當自強 | Hija de She                        |          |
| 2001 | Qiuxiang                          | 秋香                |                                    |          |
| 2003 | Guitu Ru Hong                     | 歸途如虹            |                                    |          |
| 2004 | Wu Dang                           | 武當                |                                    |          |
| 2004 | Da Song Jing Shi Chuanqi          | 大宋驚世傳奇        |                                    |          |
| 2014 | Never Dance Alone                 | 女人俱樂部          | Mo Siu-sze                         |          |

| Año  | Título en inglés           | Título en chino    | Personaje         | Notas |
| ---- | -------------------------- | ------------------ | ----------------- | ----- |
| 1990 | Killer's Romance           | 浪漫殺手自由人     | Amy               |       |
| 1992 | The Wicked City            | 妖獸都市           | Orchid            |       |
| 1994 | The Final Option           | 飛虎雄心           | May Lee           |       |
| 1994 | Burning Paradise           | 火燒紅蓮寺         | Dau Dau           |       |
| 1994 | Awakening                  | 鬼迷心竅           | Fei Fei           |       |
| 1994 | Victory                    | 青春火花           | Fai               |       |
| 1995 | The Little Drunken Masters | 小醉拳             |                   |       |
| 1995 | Loving You                 | 無味神探           | Carman            |       |
| 1996 | Somebody Up There Likes Me | 浪漫風暴           | Gloria Chan       |       |
| 1996 | Forbidden City Cop         | 大內密探零零發     | Gum Tso / Kam Cho |       |
| 1996 | Lover's Tears              | 情人的眼淚         | Heung Cheng       |       |
| 1996 | War of the Under World     | 洪興仔之江湖大風暴 | Tong              |       |
| 1997 | Lifeline                   | 十萬火急           | Dr Annie Chan     |       |
| 1997 | Final Justice              | 最後判決           | Barrister Koo May |       |
| 1997 | Too Many Ways To Be No. 1  | 一個字頭的誕生     |                   |       |
| 1997 | The Odd One Dies           | 兩個只能活一個     | Mo's hired killer |       |
| 1997 | Legend of the Wolf         | 戰狼傳說           | Yee               |       |
| 1997 | Option Zero                | G4特工             | Kelly             |       |
| 1998 | Knock Off                  | KO 雷霆一擊        | Detective Ling Ho |       |
| 2005 | China Flower               | 青花               | Ching Fa          |       |

### Programas de variedades
| Año  | Programa   | Notas    |
| ---- | ---------- | -------- |
| 2017 | Ace vs Ace | invitada |